# Vjekoslav Rafaeli
Vjekoslav Rafaeli fue un deportista yugoslavo que compitió en remo. Ganó una medalla de oro en el Campeonato Europeo de Remo de 1932, en la prueba de ocho con timonel.

## Palmarés internacional
| Campeonato Europeo | Campeonato Europeo    | Campeonato Europeo | Campeonato Europeo |
| Año                | Lugar                 | Medalla            | Prueba             |
| ------------------ | --------------------- | ------------------ | ------------------ |
| 1932               | Belgrado (Yugoslavia) | Medalla de oro     | Ocho con timonel   |